# Rebirthing (Singel)
Rebirthing – singel grupy Skillet z albumu Comatose wydany w 2006 roku. Utwór trwa 3 minuty, 53 sekundy.

## Twórcy
- John L. Cooper – wokal
- Korey Cooper – instrumenty klawiszowe, gitara rytmiczna, wokal
- Lori Peters - perkusja
- Ben Kasica - gitara